# Lewis Zimmerman
Pour les articles homonymes, voir Zimmerman.
Pour les articles ayant des titres homophones, voir Zimmermann et Zimerman.
Le docteur Lewis Zimmerman est un personnage de la série télévisée américaine Star Trek : Voyager joué par Robert Picardo.

## Biographie
Ingénieur terrien, inventeur, au XXIVe siècle, de l'holographie tridimensionnelle combinant à la fois la technologie du réplicateur et des champs de force, c'est-à-dire en se basant sur la technologie du holodeck, il a permis la création de personnages photoniques, insensibles à la douleur et programmables (ce sont des programmes informatiques), utilisés d'abord comme assistants médecins d'urgence sur les vaisseaux de Starfleet en remplacement d'un médecin de bord indisponible, mais, ne répondant pas aux attentes de Starfleet, il est relégué à des tâches de manutention.
Le docteur Zimmerman, qui a construit les HMU à son image, tant sur le plan physique que mental, se replie, après le non-succès de ses inventions auprès de Starfleet, sur une base stellaire isolée et vit reclus dans son laboratoire, entouré du Lieutenant Barclay et de hologrammes (dont une femme, qu'il considère comme sa fille).
À la fin de sa vie, il a reçu la visite du HMU du Voyager qui a pu lui diagnostiquer une maladie inconnue dans le Quadrant Alpha et prolonger sa vie. L'amertume venue de l'échec de la première série de HMU auprès de Starfleet l'a profondément touché ; néanmoins, le succès du HMU de première série équipant le Voyager, à la technologie surdéveloppée par lui-même et grâce à l'ingénieur B'Elanna Torres lui a permis de reprendre confiance en soi et de poursuivre le projet des assistants holographiques.

## Épisodes relatifs
- Star Trek : Deep Space 9, épisode 5x16 « Doctor Bashir, I presume »
- Star Trek : Voyager, épisode 6x24 « Ligne de Vie »